# Шестаков, Дмитрий Анатольевич
Дмитрий Анатольевич Шестаков (род. 2 января 1949, Ленинград) — советский и российский учёный-криминолог, доктор юридических наук, профессор, Заслуженный деятель науки Российской Федерации, президент Санкт-Петербургского международного криминологического клуба, главный редактор научного журнала «Криминология: вчера, сегодня, завтра».

## Биография
Дмитрий Шестаков родился 2 января 1949 года в Ленинграде. По собственному утверждению, потомок Леонарда Эйлера по материнской линии.
В 1971 году Шестаков окончил юридический факультет Ленинградского государственного университета, после чего два года работал в прокуратуре. С 1973 по 1976 год — аспирант кафедры уголовного права юридического факультета ЛГУ, с 1976 года — там же ассистент, с 1981 — доцент, с 1991 по 2001 год — профессор. С 2001 по 2012 год — профессор Санкт-Петербургского университета МВД РФ. С 2001 года профессор, заведующий лабораторией Российского государственного педагогического университета им. А. И. Герцена. В 1977 году защитил кандидатскую диссертацию по теме «Конфликтная семейная ситуация как криминогенный фактор». В 1986 году защитил докторскую диссертацию по теме «Криминологические проблемы семейных отношений».

## Научная деятельность
Автор свыше 450 публикаций, в том числе дважды изданного (2001, 2006) собственного учебника и других трудов по криминологии, семейной криминологии, криминологии закона, политической криминологии, уголовному праву. Ряд работ переведён на английский, немецкий, польский, туркменский и другие языки.
Инициатор учреждения Санкт-Петербургского криминологического центра (1992), который в 1999 году преобразован в Санкт-Петербургский международный криминологический клуб, а также журнала «Криминология: вчера, сегодня, завтра» (2001), (первоначальное название — «Криминология в развитии»). Он — первый президент клуба (1999—2009), (март 2012 —) и главный редактор названного журнала.
Благодаря его трудам зародилась семейная криминология (криминофамилистика). Он развивает нетрадиционные представления о преступности и социальном контроле над ней, обосновывает позицию о закономерности преодоления принципа возмездия в уголовном праве и отмене смертной казни в России.
Им разработана семантическая концепция преступности, составившая теоретический фундамент криминологической школы преступности социальных подсистем (невско-волжская криминологическая школа). Им построена девятиуровневая модель преступности — «воронка Шестакова».
Предложил заменить в Уголовном кодексе России цели уголовного наказания на следующие:
1. удержание лица, совершившего преступление, от возобновления подобного (функция защиты человека);
2. реституция (восстановление положения потерпевшего);
3. ресоциализация виновного.

Заложил основы политической криминологии как отрасли криминологического знания.
Положил начало криминологии закона. Ему принадлежит постановка вопроса о парадоксе преступного законодательства.
Ввёл в научный оборот ряд научных терминов: фикция порождения законом преступности, синдром Хосе, синдром Понтия Пилата, глобальная олигархическая преступность и др.
Разработал периодизацию новейшей российской криминологии.

## Награды и звания
- Заслуженный деятель науки Российской Федерации;
- Почётный президент Санкт-Петербургского международного криминологического клуба;
- Почётный профессор Казахстанской криминологической ассоциации.

## Основные труды

### Монографии
- Введение в криминологию семейных отношений / Ленинградский Государственный Университет им. А. А. Жданова. — Л., 1980. — 81 с.
- Убийства на почве семейных конфликтов / Д. А. Шестаков; Ленинградский Государственный Университет им. А. А. Жданова. Юридический факультет. Кафедра уголовного права. — Л.: ЛГУ, 1981. — 140 с.
- Супружеское убийство как общественная проблема. — СПб.: Изд-во СПбГУ, 1992. — 91 с. — ISBN 5-288-00745-4.
- Семейная криминология: Семья - конфликт - преступление. — СПб.: Изд-во СПбГУ, 1996. — 264 с. — ISBN 5288014361.
- Криминология: Преступность как свойство общества: Краткий курс. — СПб.: Лань, 2001. — 264 с. — ISBN 581140347X.
- Криминология: Новые подходы к преступлению и преступности: Криминогенные законы и криминологическое законодательство. Противодействие преступности в изменяющемся мире: Учебник. — 2-е изд., перераб. и доп.. — СПб.: Юридический центр Пресс, 2006. — 561 с. — ISBN 5942014604.
- Преступность политики (размышления криминолога) : Монография. — СПб. : Издательский Дом «Алеф-Пресс», 2013. — 224 с. — ISBN 978-5-905966-09-05.
- Суждения о преступности и вокруг неё / Предисл. Э. Гондольфа. — СПб. : Юридический центр Пресс, 2015. — 84 с. — ISBN 978-5-94201-666-1.
- Введение в криминологию закона / Предисл. Г. Н. Горшенкова. — 2 изд., испр. и доп. — СПб. : Юридический центр, 2015. — 92 с. — ISBN 978-5-94201-692-0.
- Теория преступности и основы отраслевой криминологии : Избранное. — СПб. : Юридический центр, 2015. — 432 с. — ISBN 978-5-94201-705-7.
- От преступной любви до преступного законодательства : Статьи по криминологии, интервью. — СПб. : Издательский Дом «Алеф-Пресс», 2015. — 292 с. — ISBN 978-5-905966-62-0.
- Навстречу праву противодействия преступности. Статьи, выступления, отклики. СПб.: Издательский Дом «Алеф-Пресс», 2019. 206 с. ISBN 978-5-905966-00-2
- Синдром Понтия Пилата в реформе уголовного законодательства. // Актуальные вопросы реформы уголовного законодательства. Тарту, 1989. — С. 66-70.
- Контроль преступности и криминологическое законодательство. // Организованная преступность, уголовно-правовые и криминологические проблемы. Отв. ред. — М. Г. Миненок. Калининград, 1999. — С. 11-23.
- В XXI век без палачей! // Криминология: вчера, сегодня, завтра. Труды Санкт-Петербургского криминологического клуба. 2002. — № 3(4). — С. 157—163.
- Политическая криминология. // Вопросы национальной безопасности в исследованиях правоведов. Сборник научных трудов под ред. Г. Н. Горшенкова. Сыктывкар, 2000. — С. 79-84.
- Терроризм и террор — взаимообусловленные преступления (политико-криминологическое эссе). Новые угрозы международной безопасности. Материалы научной конференции 24 — 26 октября 2002 г. Великий Новгород, Новгородский госуниверситет им. Ярослава Мудрого, 2003. — № 2. — С. 45-54.
- Семейные суды — перспектива правосудия в отношении несовершеннолетних. // Казахстан в эпоху глобализации: экономика, образование, право. Материалы международной научно-практической конференции 29 апреля 2004 г. в двух томах. Алматы, 2004. Т. 2. — С. 197—203.
- Школа преступных подсистем: парадигма, отрасли, влияние вовне. // Российский криминологический взгляд. 2005. № 1. — С. 45-53.
- Измена в свете криминологической теории. // Криминология: вчера, сегодня, завтра. 2008. — № 2(15). — С. 216—219.
- Ещё раз о целях криминологии, противодействия преступности и уголовного наказания // Категория «цель» в уголовном, уголовно-исполнительном праве и криминологии. Материалы IV Российского конгресса уголовного права (28-29 мая 2009 года) / Отв. редактор В. С. Комиссаров. — М., 2009. — С. 118—122.
- О понятии преступности и криминологии закона. // Общественные науки и современность. 2008, — № 6. — С. 131—142.
- Постлиберальный статус криминологии. // Криминология: вчера, сегодня, завтра. 2009. № 2(17). — С. 13—21.
- Планетарная олигархическая преступная деятельность: девятый уровень преступности // Криминология: вчера, сегодня, завтра. 2012. № 2 (25). С. 12- 22.
- Familie und Kriminalprävention. // Internationale Perspektiven in Kriminologie und Strafrecht. Festschrift für Günther Kaiser zum 70. Geburstag. Herausg. H.-J. Albrecht, F. Dünkel, H.-J. Kerner, J. Kürzinger, H. Schöch, K. Sessar, B. Villmow. Duncker & Humbolt. Berlin, 1998. — S. 897—905.
- Funkcije kary według kodeksu karnego Federacji Roszjskiej y roku 1996. // Czasopismo prawa karwnego i nauk penalnich. Krakow, 1999, z 2. — S. 73-84.
- Legislative resolution of conflicts in Russia in connection with problems of family criminology. // H. I. Sagel-Grande, M. V. Polak. Models of conflict resolution. Antwerpen-Apeldoorn, 1999. — P. 157—165.
- Die Todesstrafe in Russland — Entwicklungen in den neunziger Jahren. // Monatssrift für Kriminologie und Strafrechtsreform, 2001, — № 2. — S. 133—137.